# Urophora melanops
Urophora melanops är en tvåvingeart som beskrevs av Steyskal 1979. Urophora melanops ingår i släktet Urophora och familjen borrflugor. Inga underarter finns listade i Catalogue of Life.